# (38050) 1998 VR38
1998 VR38 (asteroide 38050) é um asteroide troiano de Júpiter. Possui uma excentricidade de 0.07804850 e uma inclinação de 28.53196º.
Este asteroide foi descoberto no dia 10 de novembro de 1998 por LINEAR em Socorro.